# 蔡沁瑜
蔡沁瑜（1974年8月17日—），原名蔡敏貞。前雲豹能源公關長。曾經擔任記者、新聞主播、政治家。曾經播報民視無線台《民視七點晚間新聞》與民視新聞台下午以及晚間時段的新聞節目。2010年3月，蔡沁瑜加盟壹電視。並為壹電視主播組組長。2017年10月3日轉任購物商場禮客時尚館副總經理。但隨即在隔年即重返年代電視集團，擔任業務部門總監，2019年，經前立委周守訓引薦，擔任郭台銘選舉幕僚，並擔任郭台銘競選辦公室發言人以及永齡教育慈善基金會副執行長，因為發言得體、舉止得宜，被媒體封為「最美發言人」。
2019年11月20日，親民黨公布2020年中華民國立法委員選舉不分區名單，將其列為第九順位。於2020年的1月份選舉結束後，回任永齡教育慈善基金會副執行長，主持永齡和鴻海的希望小學計畫，並擔任台大癌壹中心質子治療中心宣傳計畫負責人。於2021年4月投入再生能源領域，擔任雲豹能源公關長，持續發揮媒體專業，提升媒體聲量及新聞曝光，更致力於企業CSR與ESG之未來發展。

## 學歷
- 國立臺灣科技大學管理研究所
- 國立政治大學廣播電視學系

## 經歷
- 高雄萬發有線電視公司新聞部記者兼任主播
- 東森新聞台記者兼主播
- 英資達（OKWAP）行銷企劃
- 中視晨間新聞主播兼記者
- 中天新聞台新聞主播兼記者
- 民視新聞台新聞主播兼記者
- 壹電視新聞台新聞主播及主持人（2010年3月19日~2017年10月3日）
- 禮客OUTLET副總
- 郭台銘幕僚發言人
- 永齡教育慈善基金會副執行長
- 雲能能源 （页面存档备份，存于） 公關長

## 曾主持過的節目
| 時間                        | 頻道         | 節目                      | 備註                                            |
|                             | 民視新聞台   | 《民視四點新聞》          | 下午4時~4時30分                                 |
|                             | 民視新聞台   | 《民視世界新聞》          | 下午4時30分~5時                                 |
|                             | 民視新聞台   | 《台灣全新聞》            | 下午5時~5時30分                                 |
|                             | 民視新聞台   | 《民視搶先新聞》          | 下午5時30分~5時50分                             |
|                             | 民視新聞台   | 《民視十點晚間新聞》      | 晚間10時~11時                                   |
|                             | 民視無線台   | 《民視七點晚間新聞》      | 晚間7時~7時30分，與林嘉愷主播共同使用閩南語播報 |
|                             | 壹電視新聞台 | 《NEWS ON LINE 超級女生》 | 主持人                                          |
| 2015年3月17日-2016年3月18日 | 壹電視新聞台 | 《正晶限時批》            | 代班主持人，與汪潔民搭檔主持                    |
|                             | 壹電視新聞台 | 《壹早報》                | 主播                                            |
|                             | 壹電視新聞台 | 《整點新聞》              | 主播                                            |
|                             | 壹電視新聞台 | 《午間新聞》              | 主播                                            |
|                             | 壹電視新聞台 | 週末《晚間新聞》          | 主播                                            |
| 2016年12月8日-2017年7月28日 | 壹電視新聞台 | 《台語新聞》              | 主播                                            |
|                             | 壹電視新聞台 | 《新聞八九點 欣新說新聞》 | 代班主播                                        |

## 外部連結
- 蔡沁瑜 Facebook （页面存档备份，存于）
- 蔡沁瑜 官方Instagram